# Hedyjoppa
Hedyjoppa är ett släkte av steklar. Hedyjoppa ingår i familjen brokparasitsteklar.
Kladogram enligt Catalogue of Life:
| Hedyjoppa | \| \| Hedyjoppa aurantacea \| \| \| \| \| \| Hedyjoppa hashimotoi \| \| \| \| |
|           | \| \| Hedyjoppa aurantacea \| \| \| \| \| \| Hedyjoppa hashimotoi \| \| \| \| |
|           | Hedyjoppa aurantacea                                                          |
|           |                                                                               |
|           | Hedyjoppa hashimotoi                                                          |
|           |                                                                               |